# 于尔根·利茨
于尔根·利茨（德語：Jürgen Litz，1938年10月8日—），德国男子赛艇运动员。他曾代表德国联队参加1960年夏季奥林匹克运动会赛艇比赛，获得男子四人单桨有舵手金牌。